# West Jaintia Hills
West Jaintia Hills är ett administrativt distrikt i delstaten Meghalaya i Indien. Distriktet var mellan 22 februari 1972 och 31 juli 2012 en del av distriktet Jaintia Hills, som 2012 delades upp i två distrikt (det andra distriktet är East Jaintia Hills). Distriktets huvudort är Jowai.